# Ovodan
Ovodan Europe A/S er en international dansk producent af æggepulver og andre æggeprodukter med hovedkvarter i Odense. Ovodan var indtil 2019 kendt som Sanovo. Det danske datterselskab Ovodan Foods A/S, der varetager produktionen i Danmark, blev etableret i 1985. Ovodan er et datterselskab til Thornico Food & Food Technology, som er ejet af Thornico-koncernen. De har datterselskaber i Danmark, Tyskland, Storbritannien, Venezuela og Kina.